# Lampeland
Lampeland är en tätort som utgör centralort i Flesbergs kommun i Buskerud fylke i sydöstra Norge. Tätorten hade 418 invånare 2008.
Älven Numedalslågen rinner genom orten.

## Bilder

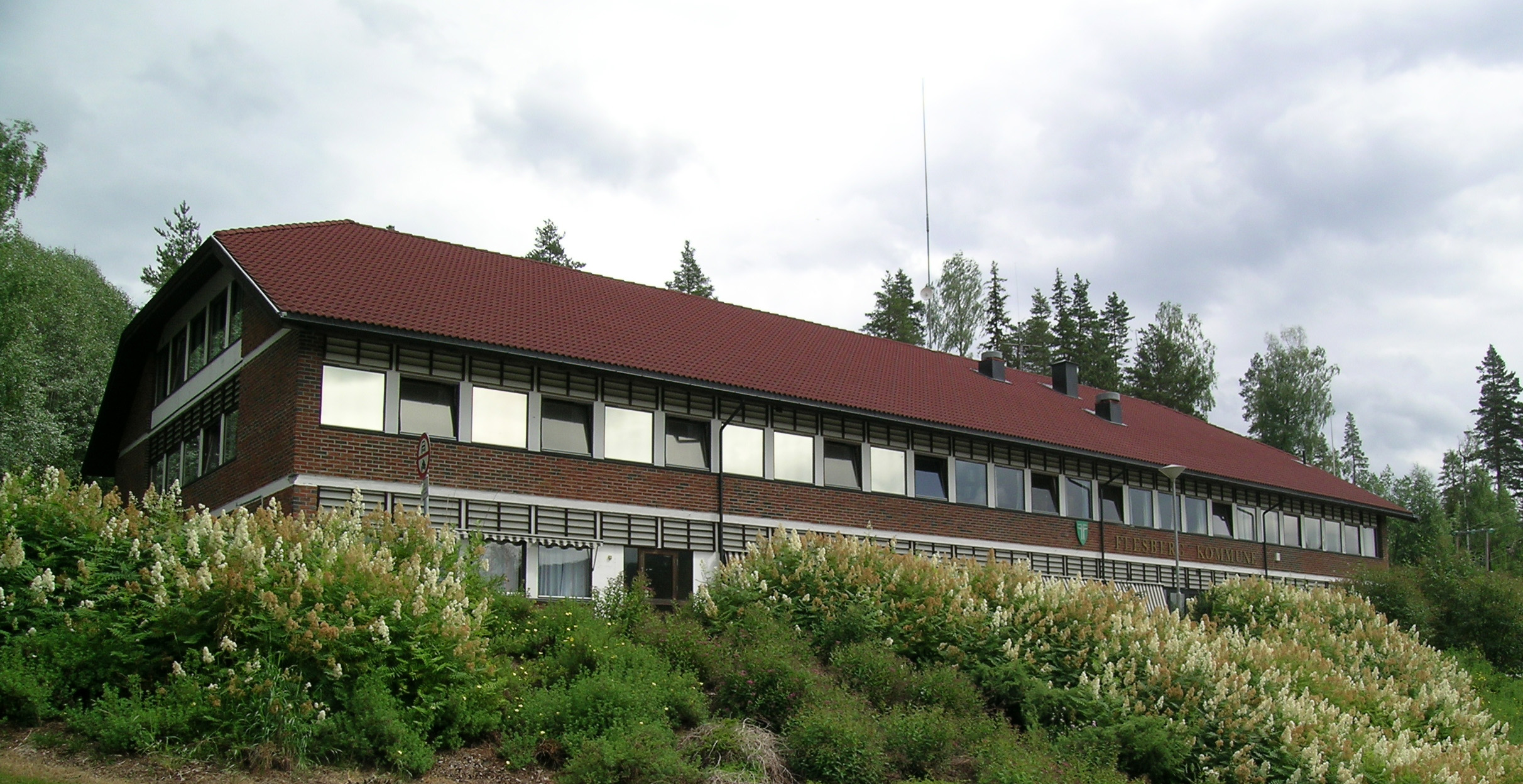
Flesbergs kommunhus.
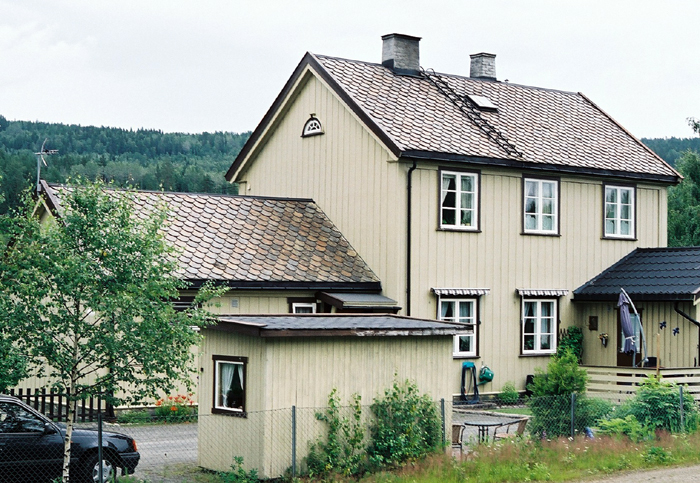
Huset som tidigare var Lampelands station, nu i privat ägo.